# Шлаен, Александр Александрович
Александр Александрович Шлаен (25 июня 1931, Киев — 29 июня 2004, Киев) — публицист, писатель, кинорежиссер, общественный деятель. Автор документальных фильмов «Бабий Яр. Уроки истории» (1981) и «Бабий Яр. Правда от трагедии» (1991). Один из основателей Международного антифашистского комитета. Заслуженный работник культуры Украины.

## Биография
Родился в Киеве 25 июня 1931 года.
В журналистике с 1951 года. Публиковался в украинской республиканской и всесоюзной прессе.
С 1963 года, после окончания высших режиссёрских курсов при Всесоюзном государственном институте кинематографии, стал больше внимания уделять кинематографу и телевидению.
Автор более 40 документальных кинофильмов, снятых на киностудиях Киева, Москвы, Риги, Таллина, Владикавказа. Наиболее известны его документальные фильмы «Бабий Яр. Уроки истории» (1981) и «Бабий Яр. Правда о трагедии» (1991). Автор документальной повести «Бабий Яр», рукопись которой была арестована после обыска в январе 1982 года. Составитель, редактор и издатель двух «Книг памяти» — мартирологов жертв Бабьего Яра (1991 и 1995 гг.)
В 1989 году Александр Шлаен возглавил созданный им Общественный историко-просветительский центр «Бабий Яр». На должность пресс-секретаря центра он пригласил журналиста англоязычной газеты «News from Ukraine» Максима Павленко.
В 1991 году Шлаен был назначен первым заместителем председателя правительственного комитета по проведению на международном уровне мероприятий, посвященных 50-летию трагедии Бабьего Яра. Оргкомитет возглавлял Заместитель Председателя Совета Министров УССР Сергей Комиссаренко.
В 1992 году Указом Президента Украины Леонида Кравчука за развитие еврейской культуры Александр Шлаен был удостоен почетного звания «Заслуженный работник культуры Украины».
В 1995 году по его инициативе в Киеве состоялся Международный антифашистский конгресс «За мир против фашизма и экстремизма». На конгрессе представители 17 стран учредили «Международный антифашистский комитет», избрав председателем Александра Шлаена.
Идея проведения в 2001 году второго Международного антифашистского конгресса была поддержана Президентом Украины Леонидом Кучмой, который подписал соответствующее распоряжение.
В 1999 году на съезде Объединённой еврейской общины Украины Александр Шлаен был избран заместителем председателя ОЕОУ.
Регулярно выступал в украинской периодической печати со статьями политического характера. Публиковался в газетах Факты, Зеркало недели, Кіевскій телеграфъ.
В 2002 году руководитель Информационно-издательской группы «Телеграфъ» Максим Павленко (помощник Шлаена по связям со СМИ в 1990—1991 годах) приглашал его на должность шеф-редактора газеты Кіевскій телеграфъ, однако Александр Александрович был вынужден отказаться из-за состояния здоровья.
28 января 2004 года по иску Шлаена была закрыта через суд, за публикации, разжигающие ксенофобию и антисемитизм, газета «Сiльськi вiстi» (Сельские вести), находившаяся под патронатом Социалистической партии Украины.
Скончался 29 июня 2004 года после продолжительной болезни. Похоронен в Киеве на Берковецком кладбище.
15 декабря 2021 года посмертно был отмечен в номинации «Общественный деятель» среди «ТОП-30 творцов украинско-израильских изменений». Награду получил племянник Александра Шлаена Антон Мищенко. Мероприятие проходило в рамках Украино-Израильского инновационного саммита.

## Семья
Супруга — Алла Николаевна Ревенко — известный искусствовед, член Союза художников Украины. Умерла в 2022 году, похоронена в Киеве на Берковецком кладбище рядом с мужем.